# Richard A. Harris
Richard A. Harris ist ein US-amerikanischer Filmeditor.

## Leben
Richard A. Harris graduierte 1956 an der USC School of Cinematic Arts der University of Southern California. Nachdem er 1968 erstmals als verantwortlicher Editor den Film The Bamboo Saucer geschnitten hatte, damals noch unter dem Namen Richard Harris, kann Harris auf eine mehr als 40-jährige Karriere im Bereich Filmschnitt zurückblicken. Für James Cameron montierte er drei Filme und wurde deswegen für zwei Oscars nominiert. Nachdem es für Terminator 2 – Tag der Abrechnung lediglich bei einer Nominierung geblieben war, gewann er diesen 1998 für Titanic. True Lies – Wahre Lügen war der einzige der drei Filme, für den er nicht nominiert wurde.

## Filmografie
- 1968: The Bamboo Saucer
- 1969: Schußfahrt (Downhill Racer)
- 1971: Dusty and Sweets McGee
- 1972: Bill McKay – Der Kandidat (The Candidate)
- 1973: Dracula (Dan Curtis’ Dracula)
- 1974: Das Diamantenquartett (The Great Ice Rip-Off)
- 1974: Maschine Gun Kelly (Melvin Purvis G-MAN)
- 1975: Die Gangsterschlacht von Kansas City (The Kansas City Massacre)
- 1975: Lauter nette Mädchen (Smile)
- 1976: Die Bären sind los (The Bad News Bears)
- 1977: Mord aus heiterem Himmel (Murder at the World Series)
- 1977: Zwei ausgebuffte Profis (Semi-Tough) – Regie: Michael Ritchie
- 1978: Die Bären sind nicht mehr zu bremsen (The Bad News Bears Go to Japan)
- 1979: Ein perfekter Seitensprung (An Almost Perfect Affair)
- 1980: Freibeuter des Todes (The Island)
- 1982: Der Spielgefährte (The Toy)
- 1983: Super-Cup (Tiger Town)
- 1983: Die Überlebenskünstler (The Survivors)
- 1985: Fletch – Der Troublemaker (Fletch)
- 1986: American Wildcats (Wildcats)
- 1986: Auf der Suche nach dem goldenen Kind (The Golden Child)
- 1988. Der Couch-Trip (The Couch Trip)
- 1988: Eine verhängnisvolle Erfindung (14 Going on 30)
- 1989: Fletch – Der Tausendsassa (Fletch Lives)
- 1989: Hey-la, Hey-la, die Bouffants sind da (My Boyfriend’s Back)
- 1989: Mut einer Mutter (A Mother’s Courage: The Mary Thomas Story)
- 1991: L.A. Story
- 1991: Terminator 2 – Tag der Abrechnung (Terminator 2: Judgment Day)
- 1992: Bodyguard (The Bodyguard)
- 1993: Last Action Hero
- 1994: True Lies – Wahre Lügen (True Lies)
- 1996: Unter Anklage – Der Fall McMartin (Indictment: The McMartin Trial)
- 1997: Titanic
- 2008: Akte X – Jenseits der Wahrheit (The X-Files: I Want to Believe)
- 2010: Flying Lessons

## Auszeichnungen
Oscar
- 1992: Bester Schnitt – Terminator 2 – Tag der Abrechnung (nominiert)
- 1998: Bester Schnitt – Titanic

BAFTA Award
- 1998: Bester Schnitt – Titanic (nominiert)